# 沼地豹蛛
沼地豹蛛（学名：Pardosa paludicola）为狼蛛科豹蛛属的动物。分布于欧洲、俄罗斯以及中国大陆的新疆等地，主要栖息于沼泽草丛和麦田。该物种的模式产地在欧洲。